# Прокофьев, Иван Васильевич
Иван Васильевич Прокофьев (ум. 1845) ― русский купец, первенствующий директор Российско-американской компании (РАК) в 1827―1844 годах. Коммерции советник.

## Биография
До 1822 года Иван Васильевич Прокофьев руководил московской конторой Российско-американской компании и имел почётное звание коммерции советника, в 1820-х годах проживал в Санкт-Петербурге. На протяжении почти всей первой четверти XIX века взаимоотношения между компанией и российский правительством были напряжёнными: правление компании, возглавляемое М. М. Булдаковым (в которое также входили В. В. Крамер, А. И. Северин и И. О. Зеленский), потрясали коррупционные скандалы, вызывавшие возмущение как императора, так и акционеров; сама же компания сильно пострадала из-за указа Александра I о запрете иностранным мореплавателям и купцам подходить ближе чем на 100 итальянских миль к берегам Русской Америки, который должен был ликвидировать конкуренцию со стороны американских и английских морских торговцев, но приведший не только к дипломатическому скандалу и рождению «доктрины Монро», но и больно ударил по финансовому состоянию компании, поскольку русские колонии в Америке во многом зависели от поставок товаров и продовольствия с иностранных кораблей.
В 1820-х годах Российско-американская компания находилась в состоянии, близком к банкротству. Из-за своих злоупотреблений В. В. Крамер в 1824 году с позором покинул пост директора компании. Его место занял Прокофьев. Немедленно после своего избрания он развернул энергичную деятельность по выводу компании из финансового кризиса. Его заслуги оказались столь большими, что после смерти М. М. Булдакова в 1827 году Иван Васильевич был избран первенствующим директором компании, хотя ещё за десятилетие до этого владел всего 10 акциями ― иначе говоря, имел право только на «голос» в общем собрании акционеров, но не на занятие кресла директора компании. Хотя позднее это число возросло до 25, оно всё равно было небольшим: так, Булдаков владел 299 акциями, а государь император ― 60.
Ближайшими помощниками Прокофьева стали оставшийся на своём месте после скандала 1824 года А. И. Северин и избранный в том же году в состав директоров компании купец 1-й гильдии Николай Иванович Кусов. Позже, в марте 1835 года в директорат РАК вошёл бывший помощник главных правителей Русской Америки ― Кирилл Тимофеевич Хлебникова, имевший большой опыт управления делами колоний. Однако уже в 1838 году он скончался в Петербурге.
Прокофьев стал последним представителем купечества, занимавшего пост «первенствующего директора» компании вплоть до середины 1840-х годов. Начиная с этого времени, контроль над Главным правлением РАК перешёл в руки морских и сухопутных офицеров. Этой тенденции значительно способствовал новый Устав компании, принятый в 1844 году. Если в уставах компании, принятых в 1799 и 1821 года, она понималась в целом как частное коммерческое объединение, главной целью которого являлся пушной промысел и торговля, то новый устав предусматривал, что компания призвана не только заниматься предпринимательством, но и выполнять функции административного управления Русской Америкой. Следовательно, и управлять её должны государственные лица, представленные в данном случае военными-бюрократами. При этом выходцы из купеческого сословия продолжали оставаться в составе Главного правления ещё спустя десятилетие после принятия устава, хотя их влияние быстро сходило на нет.
На общем собрании акционеров, состоявшемся 19 декабря 1844 года, председателем Главного правления был избран контр-адмирал Ф. П. Врангель, а в состав директоров вошёл кроме И. В. Прокофьева, А. И. Северина и Н. И. Кусова полковник В. Г. Политковский.
Иван Васильевич Прокофьев скончался в 1845 году. На его место директора был принят генерал-лейтенант В. Ф. Клюпфель.
В 1832 году Прокофьев был избран почетным членом Санкт-Петербургского филармонического общества.

### Наследие
В честь Прокофьева был назван остров Шантарского архипелага, открытый в 1829 году российским гидрографом П. Т. Козьминым.